# Tournois majeurs de la LPGA

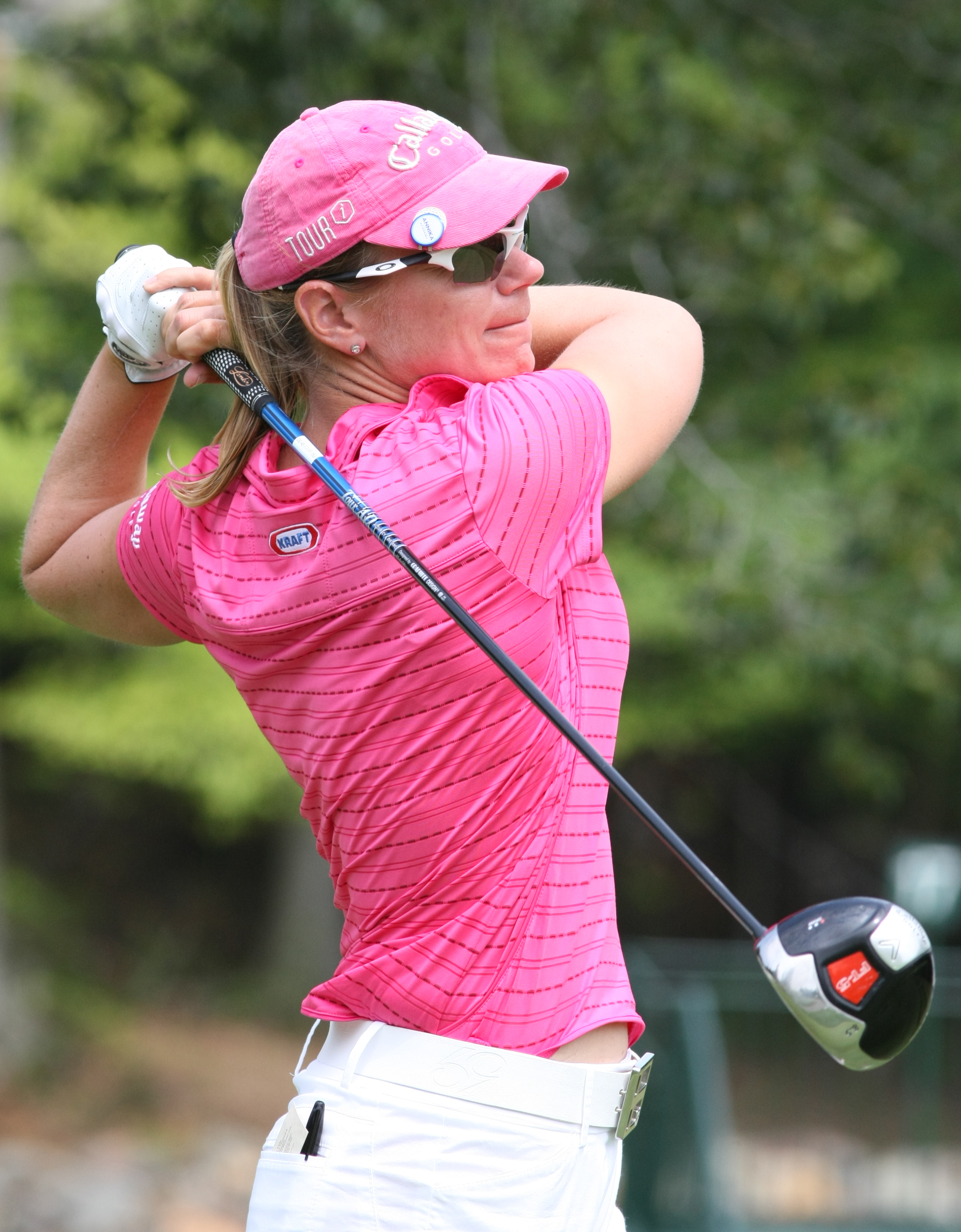
Annika Sörenstam lors du tournoi majeur de la LPGA de 2008.

En golf féminin, cinq tournois majeurs du circuit de la Ladies Professional Golf Association (« LPGA ») sont disputés chaque année. Bien que le golf féminin compte plusieurs circuits, le LPGA Tour est considérée comme le circuit principal où se regroupent les meilleures golfeuses du monde. Ces cinq tournois sont disputés sur quatre jours et se déroulent sur 72 trous (un parcours de 18 trous par jour). Depuis l'année 2022, le circuit de la LPGA considère comme tournois majeurs :
- le Championnat Chevron (disputé aux États-Unis) ;
- le Championnat de la LPGA (disputé aux États-Unis) ;
- l'Open américain (disputé aux États-Unis) ;
- l'Open britannique (disputé au Royaume-Uni) ;
- le Championnat Amundi Evian (disputé en France).

Le terme « Grand Chelem », calqué sur le modèle du tennis, existe en golf féminin, toutefois la non régularité des tournois au cours de l'histoire de la LPGA prête à discussion. L'Américaine Babe Zaharias a remporté les trois tournois majeurs de la saison 1950 et sa compatriote Sandra Haynie a remporté le deux tournois majeurs de la saison 1974. D'autres participantes sont parvenus à remporter chacun des tournois majeurs mais au cours de leurs carrières : Pat Bradley, Juli Inkster, Annika Sörenstam, Louise Suggs, Karrie Webb et Mickey Wright, ainsi qu'Inbee Park qui a toutefois connu l'ère des cinq tournois majeurs et avait remporté celui du Championnat Evian en 2012 avant sa reconnaissance en tournoi majeur en 2013.
Des années 1930 à 1990, les Américaines remportèrent quasiment tous ces tournois avant que les années 1990 soient accompagnées par l'arrivée de nombreuses golfeuses européennes et asiatiques qui depuis les années 2000 dominent le palmarès de ces tournois avec pour point d'orgue les Sud-Coréennes dans les années 2010 avec vingt victoires sur les quarante-sept tournois disputés. A ce jour, les plus victorieuses de tournois majeurs sont Patty Berg (15 victoires), Mickey Wright (13 victoires), Louise Suggs (11 victoires), Babe Zaharias et Annika Sörenstam  (10 victoires).

## Les tournois majeurs de la LPGA
| Période        | 1er majeur                                                                      | 2e majeur              | 3e majeur              | 4e majeur                | 5e majeur                |
| -------------- | ------------------------------------------------------------------------------- | ---------------------- | ---------------------- | ------------------------ | ------------------------ |
| Depuis 2023    | Championnat Chevron (ce tournoi a porté d'autres noms en fonction des sponsors) | Open américain         | Championnat de la LPGA | Open britannique         | Championnat Amundi Evian |
| de 2013 à 2022 | Championnat Chevron (ce tournoi a porté d'autres noms en fonction des sponsors) | Championnat de la LPGA | Open américain         | Open britannique         | Championnat Amundi Evian |
| de 2001 à 2012 | Championnat Chevron (ce tournoi a porté d'autres noms en fonction des sponsors) | Championnat de la LPGA | Open américain         | Open britannique         |                          |
| de 1982 à 2000 | Championnat Chevron (ce tournoi a porté d'autres noms en fonction des sponsors) | Championnat de la LPGA | Open américain         | Omnium du Canada         |                          |
| de 1979 à 1981 |                                                                                 | Championnat de la LPGA | Open américain         | Omnium du Canada         |                          |
| de 1973 à 1978 |                                                                                 | Championnat de la LPGA | Open américain         |                          |                          |
| en 1972        |                                                                                 | Championnat de la LPGA | Open américain         | Championnat Titleholders |                          |
| de 1968 à 1971 |                                                                                 | Championnat de la LPGA | Open américain         |                          |                          |
| en 1967        | Western Open                                                                    | Championnat de la LPGA | Open américain         |                          |                          |
| de 1955 à 1966 | Western Open                                                                    | Championnat de la LPGA | Open américain         | Championnat Titleholders |                          |
| de 1946 à 1954 | Western Open                                                                    |                        | Open américain         | Championnat Titleholders |                          |
| de 1943 à 1945 | Western Open                                                                    |                        |                        |                          |                          |
| de 1937 à 1942 | Western Open                                                                    |                        |                        | Championnat Titleholders |                          |
| de 1930 à 1936 | Western Open                                                                    |                        |                        |                          |                          |

## Palmarès
| Année | Championnat Chevron      | Open américain         | Championnat de la LPGA | Championnat Amundi Evian      | Open britannique       |
| ----- | ------------------------ | ---------------------- | ---------------------- | ----------------------------- | ---------------------- |
| 2025  | Mao Saigo                | Maja Stark             | Minjee Lee (3/3)       | Grace Kim                     |                        |
| 2024  | Nelly Korda (2/2)        | Yuka Saso (2/2)        | Amy Yang               | Ayaka Furue                   | Lydia Ko (3/3)         |
| Année | Championnat Chevron      | Championnat de la LPGA | Open américain         | Championnat Amundi Evian      | Open britannique       |
| 2023  | Lilia Vu (1/2)           | Ruoning Yin            | Allisen Corpuz         | Céline Boutier                | Lilia Vu (2/2)         |
| Année | Championnat Chevron      | Open américain         | Championnat de la LPGA | Championnat Amundi Evian      | Open britannique       |
| 2022  | Jennifer Kupcho          | Minjee Lee (2/3)       | Chun In-gee (3/3)      | Brooke Henderson (2/2)        | Ashleigh Buhai         |
| Année | ANA Inspiration          | Open américain         | Championnat de la LPGA | Championnat Amundi Evian      | Open britannique       |
| 2021  | Paphangkorn Tavatanakit  | Yuka Saso (1/2)        | Nelly Korda (1/2)      | Minjee Lee (1/3)              | Anna Nordqvist (3/3)   |
| 2020  | Mirim Lee                | Kim A-lim              | Kim Sei-Young          | Annulé (pandémie de Covid-19) | Sophia Popov           |
| 2019  | Ko Jin-young (1/2)       | Lee Jeong-eun          | Hannah Green           | Ko Jin-young (2/2)            | Hinako Shibuno         |
| 2018  | Pernilla Lindberg        | Ariya Jutanugarn (2/2) | Park Sung-hyun (2/2)   | Angela Stanford               | Georgia Hall           |
| 2017  | Ryu So-yeon (2/2)        | Park Sung-hyun (1/2)   | Danielle Kang          | Anna Nordqvist (2/3)          | In-Kyung Kim           |
| 2016  | Lydia Ko (2/3)           | Brittany Lang          | Brooke Henderson (1/2) | Chun In-gee (2/3)             | Ariya Jutanugarn (1/2) |
| 2015  | Brittany Lincicome (2/2) | Chun In-gee (1/3)      | Inbee Park (6/7)       | Lydia Ko (1/3)                | Inbee Park (7/7)       |
| 2014  | Lexi Thompson            | Michelle Wie           | Inbee Park (5/7)       | Kim Hyo-joo                   | Mo Martin              |
| 2013  | Inbee Park (2/7)         | Inbee Park (3/7)       | Inbee Park (4/7)       | Suzann Pettersen (2/2)        | Stacy Lewis (2/2)      |

| Année | Kraft Nabisco Championship | Championnat de la LPGA  | Open américain           | Open britannique        |
| ----- | -------------------------- | ----------------------- | ------------------------ | ----------------------- |
| 2012  | Yoo Sun-young (en)         | Shanshan Feng           | Na Yeon Choi             | Jiyai Shin (2/2)        |
| 2011  | Stacy Lewis (1/2)          | Yani Tseng (4/5)        | Ryu So-yeon (1/2)        | Yani Tseng (5/5)        |
| 2010  | Yani Tseng (2/5)           | Cristie Kerr (2/2)      | Paula Creamer            | Yani Tseng (3/5)        |
| 2009  | Brittany Lincicome (1/2)   | Anna Nordqvist (1/3)    | Eun-Hee Ji               | Catriona Matthew        |
| 2008  | Lorena Ochoa (2/2)         | Yani Tseng (1/5)        | Inbee Park (1/7)         | Jiyai Shin (1/2)        |
| 2007  | Morgan Pressel             | Suzann Pettersen        | Cristie Kerr (1/2)       | Lorena Ochoa (1/2)      |
| 2006  | Karrie Webb (7/7)          | Se Ri Pak (5/5)         | Annika Sörenstam (10/10) | Sherri Steinhauer (2/2) |
| 2005  | Annika Sörenstam (8/10)    | Annika Sörenstam (9/10) | Birdie Kim (en)          | Jeong Jang              |
| 2004  | Grace Park                 | Annika Sörenstam (7/10) | Meg Mallon (en) (4/4)    | Karen Stupples          |
| 2003  | Patricia Meunier-Lebouc    | Annika Sörenstam (5/10) | Hilary Lunke (en)        | Annika Sörenstam (6/10) |
| 2002  | Annika Sörenstam (4/10)    | Se Ri Pak (4/5)         | Juli Inkster (7/7)       | Karrie Webb (6/7)       |
| Année | Nabisco Championship       | Championnat de la LPGA  | Open américain           | Open britannique        |
| 2001  | Annika Sörenstam (3/10)    | Karrie Webb (4/7)       | Karrie Webb (5/7)        | Se Ri Pak (3/5)         |

| Année | Nabisco Championship          | Championnat de la LPGA    | Open américain            | Omnium du Canada           |
| ----- | ----------------------------- | ------------------------- | ------------------------- | -------------------------- |
| 2000  | Karrie Webb (2/7)             | Juli Inkster (6/7)        | Karrie Webb (3/7)         | Meg Mallon (en) (3/4)      |
| Année | Nabisco Dinah Shore           | Championnat de la LPGA    | Open américain            | Omnium du Canada           |
| 1999  | Dottie Pepper (2/2)           | Juli Inkster (5/7)        | Juli Inkster (6/7)        | Karrie Webb (1/7)          |
| 1998  | Pat Hurst                     | Se Ri Pak (1/5)           | Se Ri Pak (2/5)           | Brandie Burton (en) (2/2)  |
| 1997  | Betsy King (6/6)              | Christa Johnson (en)      | Alison Nicholas           | Colleen Walker (en)        |
| 1996  | Patty Sheehan (6/6)           | Laura Davies (3/4)        | Annika Sörenstam (2/10)   | Laura Davies (4/4)         |
| 1995  | Nanci Bowen (en)              | Kelly Robbins (en)        | Annika Sörenstam (1/10)   | Jenny Lidback (en)         |
| 1994  | Donna Andrews (en)            | Laura Davies (2/4)        | Patty Sheehan (5/6)       | Martha Nause (en)          |
| 1993  | Helen Alfredsson              | Patty Sheehan (4/6)       | Lauri Merten (en)         | Brandie Burton (en) (1/2)  |
| 1992  | Dottie Mochrie (1/2)          | Betsy King (5/6)          | Patty Sheehan (3/6)       | Sherri Steinhauer (1/2)    |
| 1991  | Amy Alcott (5/5)              | Meg Mallon (en) (1/4)     | Meg Mallon (en) (2/4)     | Nancy Scranton (en)        |
| 1990  | Betsy King (3/6)              | Beth Daniel               | Betsy King (4/6)          | Cathy Johnston-Forbes (en) |
| 1989  | Juli Inkster (3/7)            | Nancy Lopez (3/3)         | Betsy King (2/6)          | Tammie Green (en)          |
| 1988  | Amy Alcott (4/5)              | Sherri Turner             | Liselotte Neumann         | Sally Little (en) (2/2)    |
| 1987  | Betsy King (1/6)              | Jane Geddes (en) (2/2)    | Laura Davies (1/4)        | Jody Rosenthal (en)        |
| 1986  | Pat Bradley (4/6)             | Pat Bradley (5/6)         | Jane Geddes (en) (1/2)    | Pat Bradley (6/6)          |
| 1985  | Alice Miller (en)             | Nancy Lopez (2/3)         | Kathy Baker (en)          | Pat Bradley (3/6)          |
| 1984  | Juli Inkster (1/7)            | Patty Sheehan (2/6)       | Hollis Stacy (4/4)        | Juli Inkster (2/7)         |
| 1983  | Amy Alcott (3/5)              | Patty Sheehan (1/6)       | Jan Stephenson (en) (3/3) | Hollis Stacy (3/4)         |
| 1982  | Non considéré comme un majeur | Jan Stephenson (en) (2/3) | Janet Anderson (en)       | Sandra Haynie (4/4)        |
| 1981  | Non considéré comme un majeur | Donna Caponi (4/4)        | Pat Bradley (2/6)         | Jan Stephenson (en) (1/3)  |
| 1980  | Non considéré comme un majeur | Sally Little (en) (1/2)   | Amy Alcott (2/5)          | Pat Bradley (1/6)          |
| 1979  | Non considéré comme un majeur | Donna Caponi (3/4)        | Jerilyn Britz (en)        | Amy Alcott (1/5)           |

| Année | Western Open          | Championnat de la LPGA | Open américain        | Titleholders Championship |
| ----- | --------------------- | ---------------------- | --------------------- | ------------------------- |
| 1978  | Disparu               | Nancy Lopez (1/3)      | Hollis Stacy (2/4)    | Disparu                   |
| 1977  | Disparu               | Chako Higuchi          | Hollis Stacy (1/4)    | Disparu                   |
| 1976  | Disparu               | Betty Burfeindt        | JoAnne Carner (2/2)   | Disparu                   |
| 1975  | Disparu               | Kathy Whitworth (6/6)  | Sandra Palmer (2/2)   | Disparu                   |
| 1974  | Disparu               | Sandra Haynie (2/4)    | Sandra Haynie (3/4)   | Disparu                   |
| 1973  | Disparu               | Mary Mills (3/3)       | Susie Berning (4/4)   | Disparu                   |
| 1972  | Disparu               | Kathy Ahern            | Susie Berning (3/4)   | Sandra Palmer (1/2)       |
| 1971  | Disparu               | Kathy Whitworth (5/6)  | JoAnne Carner (1/2)   | Non disputé               |
| 1970  | Disparu               | Shirley Englehorn      | Donna Caponi (2/4)    | Non disputé               |
| 1969  | Disparu               | Betsy Rawls (8/8)      | Donna Caponi (1/4)    | Non disputé               |
| 1968  | Disparu               | Sandra Post            | Susie Berning (2/4)   | Non disputé               |
| 1967  | Kathy Whitworth (3/6) | Kathy Whitworth (4/6)  | Catherine Lacoste     | Non disputé               |
| 1966  | Mickey Wright (13/13) | Gloria Ehret           | Sandra Spuzich        | Kathy Whitworth (2/6)     |
| 1965  | Susie Maxwell (1/4)   | Sandra Haynie (1/4)    | Carol Mann (2/2)      | Kathy Whitworth (1/6)     |
| 1964  | Carol Mann (1/2)      | Mary Mills (2/3)       | Mickey Wright (12/13) | Marilynn Smith (2/2)      |
| 1963  | Mickey Wright (10/13) | Mickey Wright (11/13)  | Mary Mills (1/3)      | Marilynn Smith (1/2)      |
| 1962  | Mickey Wright (8/13)  | Judy Kimball           | Murle Lindstrom       | Mickey Wright (9/13)      |
| 1961  | Mary Lena Faulk       | Mickey Wright (5/13)   | Mickey Wright (6/13)  | Mickey Wright (7/13)      |
| 1960  | Joyce Ziske           | Mickey Wright (4/13)   | Betsy Rawls (7/8)     | Fay Crocker (2/2)         |
| 1959  | Betsy Rawls (5/8)     | Betsy Rawls (6/8)      | Mickey Wright (3/13)  | Louise Suggs (11/11)      |
| 1958  | Patty Berg (15/15)    | Mickey Wright (1/13)   | Mickey Wright (2/13)  | Beverly Hanson (3/3)      |
| 1957  | Patty Berg (13/15)    | Louise Suggs (10/11)   | Betsy Rawls (4/8)     | Patty Berg (14/15)        |
| 1956  | Beverly Hanson (2/3)  | Marlene Hagge          | Kathy Cornelius       | Louise Suggs (9/11)       |
| 1955  | Patty Berg (11/15)    | Beverly Hanson (1/3)   | Fay Crocker (1/2)     | Patty Berg (12/15)        |
| 1954  | Betty Jameson (3/3)   | Pas encore fondé       | Babe Zaharias (10/10) | Louise Suggs (8/11)       |
| 1953  | Louise Suggs (7/11)   | Pas encore fondé       | Betsy Rawls (3/8)     | Patty Berg (10/15)        |
| 1952  | Betsy Rawls (2/8)     | Pas encore fondé       | Louise Suggs (6/11)   | Babe Zaharias (9/10)      |
| 1951  | Patty Berg (9/15)     | Pas encore fondé       | Betsy Rawls (1/8)     | Pat O'Sullivan            |
| 1950  | Babe Zaharias (6/10)  | Pas encore fondé       | Babe Zaharias (7/10)  | Babe Zaharias (8/10)      |

| Année | Western Open          | Open américain       | Titleholders Championship |
| ----- | --------------------- | -------------------- | ------------------------- |
| 1949  | Louise Suggs (4/11)   | Louise Suggs (5/11)  | Peggy Kirk (en)           |
| 1948  | Patty Berg (7/15)     | Babe Zaharias (5/10) | Patty Berg (8/15)         |
| 1947  | Louise Suggs (3/11)   | Betty Jameson (2/3)  | Babe Zaharias (4/10)      |
| 1946  | Louise Suggs (1/11)   | Patty Berg (6/15)    | Louise Suggs (2/11)       |
| 1945  | Babe Zaharias (3/10)  | Pas encore fondé     | Non disputé               |
| 1944  | Babe Zaharias (2/10)  | Pas encore fondé     | Non disputé               |
| 1943  | Patty Berg (5/15)     | Pas encore fondé     | Non disputé               |
| 1942  | Betty Jameson (1/3)   | Pas encore fondé     | Dorothy Kirby (en) (2/2)  |
| 1941  | Patty Berg (4/15)     | Pas encore fondé     | Dorothy Kirby (en) (1/2)  |
| 1940  | Babe Zaharias (1/10)  | Pas encore fondé     | Helen Hicks (2/2)         |
| 1939  | Helen Dettweiler      | Pas encore fondé     | Patty Berg (3/15)         |
| 1938  | Bea Barrett (en)      | Pas encore fondé     | Patty Berg (2/15)         |
| 1937  | Helen Hicks (1/2)     | Pas encore fondé     | Patty Berg (1/15)         |
| 1936  | Opal Hill (2/2)       | Pas encore fondé     | Pas encore fondé          |
| 1935  | Opal Hill (1/2)       | Pas encore fondé     | Pas encore fondé          |
| 1934  | Marian McDougall (en) | Pas encore fondé     | Pas encore fondé          |
| 1933  | June Beebe (en) (2/2) | Pas encore fondé     | Pas encore fondé          |
| 1932  | Jane Weiller (en)     | Pas encore fondé     | Pas encore fondé          |
| 1931  | June Beebe (en) (1/2) | Pas encore fondé     | Pas encore fondé          |
| 1930  | Lee Mida (en)         | Pas encore fondé     | Pas encore fondé          |